# El cavall de l'orgull
El cavall de l'orgull (títol original en francès Le Cheval d'orgueil) és una pel·lícula francesa de Claude Chabrol estrenada el 1980 i doblada al català. És l'adaptació del llibre homònim de Per-Jakez Hélias.

## Argument
La vida rural al País Bigouden, a la Bretanya sud, des del començament del segle XX fins al final de la Primera Guerra Mundial. Els pagesos no tenen cap més preocupació que sobreviure a la misèria, on són submergits. Pierre-Alain coneix Anne-Marie; és criat de granja i s'ocupa particularment dels cavalls. El seu matrimoni és un parèntesi de tres dies, abans de retrobar la seva pobresa. Tindran un fill: Pierre-Jacques anomenat «Petit Pierre», que serà criat pel seu avi Alain. S'assabentarà de l'orgull de muntar quan no es té cavall.

## Comentaris
Inicialment, Claude Chabrol treballava per a un projecte sobre els pagesos de la Cruesa a començaments del segle xx. La lectura del best seller de Per-Jakez Hélias el va convèncer de canviar la localització i la història. El llibre descriu la Bretanya rural de començaments del segle xx, en els anys que precedeixen la Primera Guerra Mundial. L'adaptació, confiada a Daniel Boulanger, es concentra en la part autobiogràfica i conta la història de Pierre. La pel·lícula va ser mal acollida per la crítica en la seva estrena; és molt rarament difosa a la televisió. El major penediment de Chabrol en relació amb aquesta pel·lícula és de no haver tingut l'audàcia de rodar-lo en bretó; és veritat que el fet d'haver rodat en francès l'obliga a certes contorsions (vegeu l'escena quan el petit Pierre menysprea aprendre francès a l'escola). Tanmateix aquesta pel·lícula continua sent una adaptació fidel de l'obra de Per-Jakez Hélias i una pintura apassionant d'una regió amb forta identitat.
«Aquesta pel·lícula és dedicada al país Bigouden» és la dedicatòria que figura al començament de El cavall de l'orgull.

## Repartiment
- Michel Blanc: Corentin Calvez
- Jacques Dufilho: Alain, l'avi
- Bernadette Le Saché: Anne-Marie, la mare
- François Cluzet: Pierre-Alain, el pare
- Ronan Hubert: Pierre-Jacques als 7 anys
- Armel Hubert: Pierre-Jacques als 11 anys
- Pierre Le Rumeur: el narrador
- Dominique Lavanant: Marie-Jeanne, la llevadora
- Bernard Dumaine: el diputat Le Bail
- Michel Robin: el marquès
- Pierre-François Duméniaud: el cosí Jean
- Jacques Chailleux: Jeannot
- Georges Wilson: Narrador